# Monza e Brianza megye
Monza e Brianza megye (olaszul: Provincia di Monza e della Brianza, lombardul: Pruvincia de Munscia e Brianza) Olaszország Lombardia régiójának egyik megyéje. Székhelye Monza.

## Fekvése
Monza e Brianza megye Como, Lecco, Bergamo, Milano és Varese megyékkel határos.

## Községek(comuni)
- Agrate Brianza
- Aicurzio
- Albiate
- Arcore
- Barlassina
- Bellusco
- Bernareggio
- Besana in Brianza
- Biassono
- Bovisio-Masciago
- Briosco
- Brugherio
- Burago di Molgora
- Busnago
- Camparada
- Caponago
- Carate Brianza
- Carnate
- Cavenago di Brianza
- Ceriano Laghetto
- Cesano Maderno
- Cogliate
- Concorezzo
- Cornate d’Adda
- Correzzana
- Desio
- Giussano
- Lazzate
- Lentate sul Seveso
- Lesmo
- Limbiate
- Lissone
- Macherio
- Meda
- Mezzago
- Misinto
- Monza
- Muggiò
- Nova Milanese
- Ornago
- Renate
- Roncello
- Ronco Briantino
- Seregno
- Seveso
- Sovico
- Sulbiate
- Triuggio
- Usmate Velate
- Varedo
- Vedano al Lambro
- Veduggio con Colzano
- Verano Brianza
- Villasanta
- Vimercate